# جوئلینتون
جوئلینتون (زبان انگلیسی: Joelinton Cássio Apolinário de Lira؛ زادهٔ ۱۴ اوت ۱۹۹۶) بازیکن فوتبال اهل برزیل است که اوایل به عنوان مهاجم و رفته رفته به پست هافبک تعقیر پیدا کرد و در باشگاه نیوکاسل یونایتد بازی می‌کند. او بازی‌های خود را از باشگاه فوتبال اسپورت رسیف آغاز کرد و در ادامه در سال ۲۰۱۵ به باشگاه فوتبال هوفنهایم پیوست. در سال ۲۰۱۶ او به صورت قرضی به تیم فوتبال راپید وین ملحق شد. او هم‌چنین در تیم ملی زیر ۱۷ سال برزیل هم بازی می‌کند.

## دوران باشگاهی
جوئلینتون فوتبال خود را از اسپرت رسیف آغاز کرد. او زمانی که کمتر از ۴۰ بازی برای این تیم انجام داده بود در ۱۸ سالگی در سال ۲۰۱۵ با قراردادی ۵ ساله به تیم فوتبال هوفنهایم آلمان پیوست. او در کوتاه‌ترین زمان ممکن توسط باشگاه آلمانی به تیم راپید وین اتریش به مدت ۲ سال قرض داده شد. او توانست ۱۵ گل برای این تیم به ثمر برساند.
جوئلینتون در سال ۲۰۱۹ با قراردادی ۴۰ میلیون پوندی به تیم فوتبال نیوکاسل یونایتد پیوست. تیم فوتبال نیوکاسل یونایتد با این قرارداد ۶ ساله رکورد نقل و انتقالاتی تاریخ خود را شکست.